# تيم ماكان
تيم ماكان (بالإنجليزية: Tim McCann)‏ هو مخرج أمريكي، ولد في 21 يونيو 1968 في سبرينغ فالي في الولايات المتحدة.

## وصلات خارجية
- تيم ماكان على موقع IMDb (الإنجليزية)
- تيم ماكان على موقع ألو سيني (الفرنسية)
- تيم ماكان على موقع أول موفي (الإنجليزية)
- تيم ماكان على موقع قاعدة بيانات الفيلم (الإنجليزية)
- تيم ماكان على موقع كينوبويسك (الروسية)